# Хэй, Чарльз, 13-й граф Эррол
Чарльз Хэй, 13-й граф Эррол (англ. Charles Hay, 13th Earl of Erroll; 1677 — 13 октября 1717) — шотландский пэр и лорд верховный констебль Шотландии, который решительно выступал против Акта об унии между Шотландией и Англией 1707 года.

## Биография
Старший сын Джона Хэя, 12-го графа Эррола (? — 1704), и его жены Энн Драммонд, дочери Джеймса Драммонда, 3-го граф Перта (1615—1675), и леди Энн Гордон (? — 1656).
30 декабря 1704 года после смерти своего отца Чарльз Хэй унаследовал титулы 13-го графа Эррола и 14-го лорда Хэя, а также должность лорда верховного констебля Шотландии.
Он также сменил своего отца на посту канцлера Королевского колледжа в Абердине с 1704 по 1717 год.
Граф был против Акта об унии Шотландии и Англии в 1707 году, высказав свое несогласие:

«Я, Чарльз, граф Эррол, лорд верховный констебль Шотландии, настоящим заявляю протест — что должность верховного констебля со всеми правами и привилегиями принадлежит мне по наследству и зависит от монархии, суверенитета и древней конституции этого Королевства не может быть нарушена Соглашением о союзе между Шотландией и Англией, ни какой-либо его статьей, пунктом или условием, но указанная унаследованная должность со всеми ее правами и привилегиями может оставаться за мной и мои преемники, целые и невредимые никакими голосами или актами Парламента, что бы они ни касались упомянутого Союза; и я требую, чтобы этот, мой протест, был внесен в списки Парламента».
В течение Восстание якобитов в 1708 году граф Эррол был арестован и заключ`н в тюрьму в Эдинбургский замок по подозрению в его причастности к попытке французского вторжения.
Граф Эррол умер холостяком в возрасте 40 лет. Поскольку он умер бездетным, графство перешло к его сестре Мэри Хэй, 14-й графини Эррол (? — 1758), которая была замужем за Александром Фальконером, но не имела потомства.